# Padre nostro (singolo)
Padre nostro è un brano musicale scritto da Enrico Ruggeri e Mario Manzani, interpretato dal gruppo musicale O.R.O., che l'ha presentata al Festival di Sanremo 1997 conquistando l'ammissione alla sezione "Campioni".
Nel 1999 è stata incisa da Ruggeri in una versione punk rock, inserita nell'album L'isola dei tesori.